# Player (álbum de Player)
Player es el nombre del álbum debut de la banda de rock estadounidense Player, publicado en 1977 por RSO Records. El hit principal que se destaca en este trabajo es "Baby Come Back" (escrita y compuesta por Peter Beckett y J.C. Crowley) #1 en el Billboard Hot 100. La otra canción que tuvo su 10º lugar en la lista Billboard R&B Songs fue "This Time I’m In It For Love". Con estos sencillos adquirieron fama solamente en los Estados Unidos.   

## Historia

### Antecedentes y grabación
A mediados de la década de los 70, la banda pasó por varias audiciones hasta que llegaron a tocar en frente de dos productores Dennis Lambert (productora y escritora) y Brian Potter. Al escuchar algunos demos, inmediatamente tuvieron la oferta para firmar contrato con la compañía Haven Records. El grupo pensó que para tener más reconocimiento deberían contratar con una compañía más grande, fue entonces que visitaron al productor discográfico y empresario Robert Stigwood, quien era mánager de bandas como Cream y los Bee Gees.
Tuvieron otra audición con él, y en poco tiempo los contrató para RSO Records, luego de quedar sorprendido con la creatividad que tenían para componer música. El grupo se especializó por la música rock, pop y la más escuchada, principalmente por aquel momento, música disco. También representaban un estilo muy parecido al de los 60, gracias a que Peter Beckett y Ronn Moss participaron en varios conjuntos de rock'n'roll en esa época. Los principales escritores en este álbum eran Peter y J.C. Crowley.
La primera canción que grabó el grupo fue «Come On Out», el autor y el que la interpreta fue Crowley, que tenía la base y experiencia con la música country, con un rango vocal muy alto y destreza para ejecutar tanto la guitarra como el teclado.

### Desempeño comercial y reconocimiento
El éxito les llegó cuando lanzaron la segunda canción del disco «Baby Come Back» "nena regresa" (que de lado B se encontraba: "Love is Where You Fun It") en octubre de 1977, con RSO en Estados Unidos y mundialmente con Philips Records, un sencillo representativo del estilo rock, soft rock, pop rock y disco, que habla de sufrimiento y melancolía. Esta balada la escribió Peter Beckett en su cabeza, después de haber pasado por una relación con su pareja. Al comentarle a Crowley sobre ese hecho, juntos se propusieron a componerla. 
En este tema Ronn Moss ocupa el lugar de vocalista y bajista, Peter voz líder y guitarra y Crowley voz líder y teclados, incluyendo al otro tecladista Wayne Cook. Empezó a sonar en las radios estadounidenses y rápidamente se convirtió en un ícono de la música rock. Permaneció en el primer lugar del "Billboard Hot 100" por 32 semanas y en el décimo lugar en "Billboard R&B". Por el Reino Unido solo ocupó el número 32 por 7 semanas. Con este primer y único sencillo exitoso la banda fue votada por la revista Billboard como «mejor grupo de rock'n'roll» en el año 1978. 
La canción número 6 del álbum «This Time I’m In It For Love» fue escrita por Larry Keith y Steve Kippin, ambos colaboradores en este disco. Este tema que si bien tiene un estilo muy similar al surf, ocupó la posición número diez en el "Billboard R&B". Así mismo fue un empuje más hacia la fama para el grupo Player.
Otras canciones pertenecientes a este álbum fueron: "Goodbye (That's All I Ever Heard)" escrita por JC Crowley, "Melanie" escrita por otro colaborador J. Crocker, y una balada más para la banda, "Every Which Way" que la escribió el dúo de compositores Peter y JC, "Movin' Up", "Cancellation" y "Trying To Write A Hit Song".

## Los sencillos fundamentales

### Baby Come Back (4:10)
«Baby Come Back» fue el sencillo debut de la banda, compuesto a principios de 1977 por el dúo de compositores Beckett—Crowley. La historia de esta canción proviene de una ruptura de amor entre Peter Beckett y su novia, que para ese entonces llevaban cinco años de relación. Después de que esta relación se deteriorara, el cantante se sentía triste y decidió contárselo a su amigo (ex-Bandana) J.C. Crowley. La composición se basó sobre la base de esa historia, con letras de un significado amoroso y a la vez desgarrador; su grabación fue en los Estudios SAR entre mayo y junio de 1977, contratándolo a Wayne Cook (ex-Steppenwolf) como teclista. En un principio no estaba previsto para ser lanzado como sencillo, pero finalmente fue publicado bajo el sello de RSO Records el 8 de octubre. Luego del lanzamiento y de las distintas difusiones por radio, la canción se convirtió en el primer y único éxito (hasta entonces) del grupo. 

### Come on out (3:42)
«Come on out» fue la canción debut para el teclista y compositor J.C. Crowley, quien luego de componerla, se convirtió en el cantante principal de este corte que luego pasó a ser una de las principales canciones reconocidas dentro del género musical country, publicada en agosto de 1977. Esta canción además le abrió muchas puertas al músico, primero como cantante profesional y luego como una reconocida voz dentro del country en Estados Unidos.[cita requerida]

### This Time I'm In It For Love (4:25)
«This Time I'm In It For Love» fue la única canción que se ambientó en el género musical surf, convirtiéndose en un éxito poco después del liderazgo en las listas de Baby Come Back. Fue compuesta por Larry Keith y Steve Kippin, quienes habían anteriormente compuesto canciones como «Melanie» y «Cancellation» cuando formaban parte de la banda Bandana creada por Peter Beckett y J.C. Crowley a principios de la década del '70. A diferencia de otras canciones del álbum, This Time I'm In It For Love representa un estilo más caribeño y de música tropical; con un significado amoroso en las letras.

## Lista de canciones
1. Come On Out (Crowley) 3:44 (3:43 en LP)
2. Baby Come Back (Beckett, Crowley) 4:14 (4:07 en LP)
3. Goodbye (That's All I Ever Heard) (Crowley) 3:52 (3:45 en LP)
4. Melanie (J. Crocker) 3:47 (3:39 en LP)
5. Every Which Way (Beckett, Crowley) 3:43 (3:36 en LP)
6. This Time I’m In It For Love (Larry Keith, Steve Pippin) 4:25 (3:47 en LP)
7. Love Is Where You Find It (Crowley, Crocker, Reed Kailing) 4:04 (3:57 en LP)
8. Movin' Up (Crocker, Kailing, Steve Kipner) 2:55 (2:43 en LP)
9. Cancellation (Crocker, Kailing, Kipner) 4:09 (4:00 en LP)
10. Trying To Write A Hit Song (R. L. Mahonin) 4:40 (4:27 en LP)

©1977, RSO Records.

## Listas de popularidad

### Álbum
| Lista (1977)              | Posiciones |
| ------------------------- | ---------- |
| Billboard Pop Albums      | 26         |
| Billboard Top Soul Albums | 32         |

### Sencillos
| Año  | Sencillo                       | Posiciones en las listas | Posiciones en las listas | Posiciones en las listas |
| Año  | Sencillo                       | US                       | US R&B                   |                          |
| ---- | ------------------------------ | ------------------------ | ------------------------ | ------------------------ |
| 1978 | "Baby Come Back"               | 1                        | 10                       |                          |
| 1978 | "This Time I'm In It For Love" | 10                       | —                        |                          |

## Otras versiones
| LP     | Discográfica    | Catálogo   | País     | Fecha |
| Player | Philips Records | 9124 370   | Noruega  | 1977  |
| Player | Philips Records | 9124 370   | Alemania | 1977  |
| Player | Philips Records | 9124 370   | Italia   | 1977  |
| Player | Universal Music | UICY-75089 | Japón    | 2011  |

## Personal

### El grupo
- Peter Beckett
- Ronn Moss
- J.C. Crowley
- John Friesen

### Músicos adicionales
- George Budd
- Gary Coleman
- Wayne Cook
- Jim Horn
- Reed Kailing
- Jay Lewis
- María Newman
- Michael Omartian
- Jack White